# Peter Wuyts
Peter Wuyts, né le 24 février 1973 à Turnhout, est un coureur cycliste belge, professionnel de 1996 à 2007.

## Palmarès
- 1995
  - Tour de la province d'Anvers
  - 3e de Bruxelles-Zepperen
- 1997
  - Tour de la province de Namur :
    - Classement général
    - 2e étape

  - Grand Prix Théo Mulheims
  - 3e de Gand-Wervik
- 1998
  - Tour de la Haute-Sambre
  - 4e étape du Tour des Pays-Bas
  - 2e étape du Tour de l'Avenir
- 2004
  - Circuit du Meetjesland
  - 2e de la Coupe Sels
- 2005
  - De Drie Zustersteden

## Résultats sur les grands tours

### Tour de France
1 participation
- 1999 : 112e

## Classements mondiaux
| Année           | 2005 |
| --------------- | ---- |
| UCI Europe Tour | 405e |